# Densidad seccional
La densidad Seccional  (a menudo abreviada SD ) es la relación entre la masa de un objeto y su área de sección transversal con respecto a un eje dado. Transmite qué tan bien se distribuye la masa de un objeto (por su forma) para vencer la resistencia a lo largo de ese eje.
La densidad seccional se utiliza en balística para definir la relación entre el peso de un proyectil (a menudo en kilogramos, gramos, libras o granos ) a su sección transversal (a menudo en centímetros cuadrados, milímetros cuadrados o pulgadas cuadradas ), con respecto al eje de movimiento. Transmite qué tan bien se distribuye la masa de un objeto (por su forma) para vencer la resistencia a lo largo de ese eje. Por ejemplo, un clavo puede penetrar un medio de destino con su extremo puntiagudo primero con menos fuerza que una moneda de la misma masa que se encuentra plana sobre el medio de destino.
Durante la Segunda Guerra Mundial, el ingeniero alemán August Cönders desarrolló proyectiles Röchling que revientan búnkeres, basados en la teoría de aumentar la densidad seccional para mejorar la penetración. Los proyectiles Röchling se probaron en 1942 y 1943 contra el fuerte belga d'Aubin-Neufchâteau y tuvieron un uso muy limitado durante la Segunda Guerra Mundial.

## Fórmula
En un contexto de física general, la densidad seccional se define como:
{\displaystyle SD={\frac {M}{A}}} 
- SD es la densidad seccional
- M es la masa del proyectil
- A es el área de la sección transversal

La unidad derivada del SI para la densidad seccional es kilogramos por metro cuadrado (kg/m 2 ). La fórmula general con unidades se convierte entonces en:
{\displaystyle SD_{{\text{kg}}/{\text{m}}^{2}}={\frac {m_{\text{kg}}}{A_{{\text{m}}^{2}}}}}
donde:
- SD kg/m 2 es la densidad de la sección en kilogramos por metro cuadrado
- m kg es el peso del objeto en kilogramos
- A m 2 es el área de la sección transversal del objeto en metros

## Uso en balística
La densidad seccional se puede emplear en dos áreas de balística . Dentro de la  balística externa, cuando la densidad de la sección de un proyectil se divide por su coeficiente de forma; produce el coeficiente balístico del proyectil. La densidad seccional tiene las mismas unidades (implícitas) que el coeficiente balístico .
Dentro de la balística terminal, la densidad seccional de una bala es uno de los factores determinantes para la penetración. Sin embargo, la interacción entre el proyectil (fragmentos) y el objetivo es un tema complejo que también depende de la construcción del proyectil. Un estudio sobre balas de caza muestra que, además de la densidad seccional, varios otros parámetros determinan la penetración de la bala.
Si todos los demás factores son iguales, el proyectil con la mayor cantidad de densidad seccional penetrará más profundamente.

### Sistema Métrico
Cuando se trabaja con balística usando unidades SI, es común usar gramos por milímetro cuadrado o kilogramos por centímetro cuadrado . Su relación con la unidad base kilogramos por metro cuadrado se muestra en la tabla de conversión anterior.
Usando gramos por milímetro cuadrado (g/mm 2 ), la fórmula se convierte en:
{\displaystyle SD_{{\text{g}}/{\text{mm}}^{2}}={\frac {m_{\text{g}}}{{d_{\text{mm}}}^{2}}}}
Donde:
- SD g/mm 2 es la densidad de la sección en gramos por milímetro cuadrado
- m g es el peso del proyectil en gramos
- d mm es el diámetro del proyectil en milímetros

10,4 g/(7,2 mm) 2 = 0,200 g/mm 2

#### Kilogramos por centímetro cuadrado
Usando kilogramos por centímetro cuadrado (kg/cm 2 ), la fórmula se convierte en:
Donde:
- SD kg/cm 2 es la densidad de la sección en kilogramos por centímetro cuadrado
- m g es el peso del proyectil en gramos
- d cm es el diámetro del proyectil en centímetros

Por ejemplo, un proyectil M107 que pesa 43,2 kg y con un diámetro corporal de 154,71 milímetros (15,5 cm) tiene una densidad seccional de:
43,2 kg/(15,471 mm) 2 = 0,180 kg/cm2

### Sistema Imperial
En la literatura balística más antigua de los países de habla inglesa, y hasta el día de hoy, la unidad más utilizada para la densidad seccional de las secciones transversales circulares es (masa) libras por pulgada cuadrada (lb m /in 2 ). La fórmula se convierte en:
{\displaystyle SD_{{\text{lb}}/{\text{in}}^{2}}={\frac {W_{\text{lb}}}{{d_{\text{in}}}^{2}}}={\frac {W_{\text{gr}}}{7000\,{d_{\text{in}}}^{2}}}} 
donde:
- SD es la densidad seccional en (masa) libras por pulgada cuadrada
- el peso del proyectil es:
  - W lb en libras
  - W gr en granos
- d in es el diámetro del proyectil en pulgadas

La densidad seccional definida de esta manera se suele presentar sin unidades. En Europa, la unidad derivada g/cm 2 también se usa en la literatura sobre proyectiles de armas pequeñas para obtener un número delante del separador decimal.[cita requerida]

## enlaces externos
- Densidad seccional: ¿una broma práctica? Por Gerard Schultz

- Datos: Q1392786